# Синопско сражение
Синопското сражение е морска битка на 30 ноември (18 ноември стар стил) 1853 г., начало на Кримската война (1853 – 1856). Завършва с победа на руския флот, ръководен от вицеадмирал Павел Нахимов, който разгромява и унищожава османския флот в течение само на няколко часа. Битката дава повод на Великобритания и Франция да обявят война на Руската империя (през март 1854).
Това е последното голямо сражение между ветроходни флотилии.
1 декември е Ден на войнската слава на Русия – Ден на победата на ескадрата под командването на вицеадмирал Павел Нахимов над турската ескадра при нос Синоп.

## Предходни събития
13 дни преди сражението при Синоп, на 5 ноември (17 ноември) се състои морска битка между руската парна фрегата „Владимир“, с адмирал Владимир Корнилов на борда, и турския боен параход „Перваз Бахри“. Тази битка и последвалото я Синопско сражение стават първите военни сблъсъци от Кримската война. Тричасовият бой завършва с пленяване на турския параход.

## Ход на сражението
Вицеадмирал Нахимов, начело на 84-оръдейните линейни кораби „Императрица Мария“, „Чесма“ и „Ростислав“ е изпратен от княз Александър Меншиков на морски поход към бреговете на Мала Азия. Походът е предизвикан от данни, че турският флот, базиран в Синоп, готви десант в Сухуми и Поти.
Пристигайки в Синоп, Нахимов вижда в пристанището турски военни кораби (превъзхождащи го двойно), закотвени под защитата на 6 брегови батареи. Решава да блокира тесния изход на пристанището и така да „заключи“ турците до пристигането на подкрепления от Севастопол, с които да атакува.
На 28 ноември 1853 г. към отряда на Нахимов се присъединява ескадрата на контраадмирал Новосилски, начело на 120-оръдейните кораби „Париж“, „Великий княз Константин“ и „3 Святителя“, фрегатите „Кагул“ и „Кулевчи“.
Решено било да атакуват в 2 колони: в първата, по-близо до неприятеля – корабите от отряда на Нахимов, във втората – фрегатите на Новосилски, които били длъжни да наблюдават за действията на неприятелските параходи. Градът и гражданските домове трябвало да бъдат максимално щадени, да се атакуват само корабите и батареите.
В утрото на 30 ноември времето е дъждовно с поривист вятър, напълно неблагоприятно за атакуване на турските кораби. В 9:30 часа руската ескадра се отправя на рейда. В дъното на залива ги очакват 7 турски фрегати и 3 корвета, разположени лунообразно под прикритието на четири батареи (1 бр. 8-оръдейна, 3 бр. по 6 оръдия всяка). Зад бойната линия стоят 2 парахода и 2 транспортни съда. Точно в 12:30 ч. е изстрелян първият снаряд от оръдията на 44-оръдейната фрегата „Аунни Аллах“, след което е открит огън от всички кораби и батареи.
Корабът „Императрица Мария“ е засипан със снаряди, като в хода на боя рангоутът и част от такелажа са повредени, а гротмачтата остава закачена само на ванта. Въпреки повредите корабът напредва и стреля по неприятеля, като принуждава фрегатата „Аунни Аллах“ да акостира на брега. Тогава руският флагман обръща своя огън изключително по 44-оръдейната фрегата „Фазли Аллах“, която се запалва от яростния огън на руския кораб и е изхвърлена на брега. След тези си действия „Императрица Мария“ се съсредоточава върху 5-а батарея.
Корабът „Великий княз Константин“ открива силен огън по 4-та батарея и 60-оръдейната фрегата „Навек Бахри“ и кораба „Несими Зефер“, като вследствие на този огън първият кораб е взривен само след 20-минутна битка, обсипвайки с отломки и части от тела 4-та батарея, която след това почти спира да води огън. Вторият кораб е изхвърлен от силния вятър на брега, след като в борда му зейва пробойна.
Корабът „Чесма“ разрушава позициите на турските батареи 4 и 3.
„Париж“, стоейки на котва, открива огън по батарея 5, корвета „Гюли-Сефид“ (22 оръдия) и фрегатата „Дамиад“ (56 оръдия), като в хода на боя взривява корвета и запраща на брега фрегатата, където я довършва. Вследствие на тежкия обстрел „Низамие“ (64 оръдия), чийто фок- и бизан-мачти са разрушени, а самият съд дрейфува към брега, скоро се запалва. Тогава „Париж“ започва отново обстрел на батарея 5.
„Три Святителя“ влиза в бой с фрегатата „Каиди Зефер“ (54 оръдия), като малко по-късно турският кораб е силно повреден и акостира на брега.
„Ростислав“ води тежък обстрел по батарея 6 и по корвета „Фейзе-Меабуд“ (24 оръдия), който по-късно също е принуден да се отправи към брега.
В 13:30 ч. в синопското пристанище пристига корабът „Одеса“, плаващ под флага на адмирал Владимир Корнилов, съпровождан от параходите „Крим“ и „Херсонес“. Корабите се включват веднага в боя, който вече е към края си. Силите на турците са силно отслабени – все още боеспособни са 5-а и 6-а батарея, но около 16 ч. и те са разрушени от масирания обстрел на „Париж“ и „Ростислав“. Пожарът, избухнал на корабите и укрепленията, скоро се пренася и върху част от града.
Оценявайки развоя на битката, 22-оръдейната фрегата „Таиф“, на борда на която се намират Мушавер паша и главният съветник на Осман паша – англичанинът Адолф Слейд, напуска бойния строй на турските кораби, опитвайки бягство в открито море. Благодарение на своята бързина „Таиф“ се измъква и съобщава в Константинопол за разгрома на турския флот.
Много турци са пленени, включително и командващият ескадрата патрона Осман паша и 2 от капитаните на кораби.
След края на битката руските екипажи започват да възстановяват повредите по такелажа и рангоута, които понасят по време на битката.
Това е последното голямо сражение между ветроходни флотилии.